# Lychnographa heroica
Lychnographa heroica là một loài bướm đêm trong họ Geometridae.